# Youly Algaroff
Youly Algaroff, né Metzl le 15 mars 1918 (28 mars dans le calendrier grégorien) à Simféropol qui n'est pas encore en Russie soviétique et mort le 6 août 1995 à Paris, est un danseur et producteur de spectacles d'origine russe, naturalisé français le 2 décembre 1955 sous le nom de Jules Metzl.

## Biographie
Il est le fils de la violoniste Élisabeth Grunberg, 1er prix du conservatoire impérial de Saint-Pétersbourg et du compositeur et chef d'orchestre Wladimir Metzl (1882-1950). Ayant tout perdu à cause de la révolution d'Octobre, les parents fuient en Crimée tenue encore par les armées blanches, puis en 1922 vers l'Allemagne rejoindre le père de Wladimir, l'éditeur de musique Ludwig Metzl.

### Carrière
La famille quitte la Russie pour Berlin en 1922. C'est dans cette ville qu'il commence à étudier la danse avec Eugenia Eduardova.
En 1937, la famille quitte Berlin et il continue ses cours à Paris avec Lioubov Iegorova dont le studio est installé au 15, rue de La Rochefoucauld. Elle engage Algaroff (qui prend alors ce pseudonyme) aux côtés de Tania Leskova et George Skibine, entre autres, dans la troupe créée et dirigée par elle sous le nom de Ballet de la Jeunesse (ru) (1937-1938). Il rejoint ensuite le Studio Wacker, rue de Douai, où est alors formée une pléiade de futures étoiles. Il y travaille avec Olga Preobrajenska, puis avec Boris Kniaseff et plus tard avec Rousanne Sarkissian, dite « Madame Rousanne » et Victor Gsovsky. Youly Algaroff est le représentant du danseur noble et romantique.
Il s'engage dans la Légion tchèque en 1939, et est envoyé à Agde où il conduit une ambulance. Il est démobilisé en 1940.
En 1942-1943 et 1944-1945,  il est engagé comme danseur étoile à l'Opéra de Lyon,.
En 1945, il rejoint le Ballets des Champs-Élysées où il crée les principaux rôles des œuvres de Roland Petit : Les Forains (mus. Henri Sauguet, décors Christian Bérard), Le Rendez-vous (mus. Joseph Kosma, décors Picasso et Brassaï), Le Déjeuner sur l'herbe (mus. Lanner, décors Marie Laurencin), Jeu de cartes (chorégraphie Janine Charrat, mus. Stravinsky, décors P. Roy).
En 1946-1947, il rejoint Serge Lifar au Nouveau Ballet de Monte-Carlo aux côtés d'Yvette Chauviré, E. Pagava, Olga Adabache, W. Skouratoff, A. Kaloujni. Il interprète les rôles principaux du répertoire ainsi que les créations de Serge Lifar : Chota Roustavelli (épopée géorgienne où il tient le rôle du poète Tariel), Nautéos (musique Jeanne Leleu, décors Népo), Suite en blanc (mus. Édouard Lalo,).
Fin 1947, Serge Lifar et Yvette Chauviré retournent à l'Opéra de Paris et Youly Algaroff réintègre les Ballets des Champs-Élysées où il retrouve Jean Babilée, Renée Jeanmaire, Violette Verdy, Leslie Caron, Irène Skorik, etc. Il reprend les rôles du répertoire et ceux de Roland Petit en leur donnant un cachet personnel. Il est le protagoniste de nouvelles créations : Le Peintre et son modèle (musique Georges Auric, costumes Balthus), l'une des dernières chorégraphies de Léonide Massine, La Nuit (chorégraphie de Janine Charrat,).
En 1948-1949, il part avec les Ballets des Champs-Élysées pour une grande tournée à travers le monde : Égypte, Liban, Grèce, Suisse, Hollande, Brésil, Angleterre.
Fin 1952, Youly Algaroff est engagé comme danseur étoile à l'Opéra de Paris où il retrouve Serge Lifar,. Il dansera les rôles principaux du répertoire, les plus marquants étant le prince Albrecht dans Giselle avec Yvette Chauviré, L'Oiseau de feu et Roméo et Juliette avec Nina Vyroubova et La Symphonie fantastique (chorégraphie Léonide Massine, musique Berlioz) avec Christiane Vaussard,.
Il obtient la nationalité française en 1955.
En 1958, lors d'une tournée de l'Opéra en Russie soviétique, il est acclamé au Bolchoï à Moscou et y retourne en 1960 avec sa partenaire Yvette Chauviré.
En 1964, il quitte l'Opéra à l'âge de la retraite et devient producteur de spectacles, au début avec son oncle Eugène Grunberg (1887-1964), ancien directeur du Nouveau Ballet de Monte-Carlo de 1945 à 1947. Après la mort de celui-ci il reprend son bureau de la Salle Pleyel qu'il renomme Promotion Spectacles Youly Algaroff,,. Il y travaillera pendant plus de trente ans avec l'aide de sa femme Christiane Franky, ancienne danseuse du Nouveau Ballet de Monte-Carlo et des Ballets des Champs-Élysées.
Il voyage à travers le monde à la recherche de nouvelles compagnies de ballet qu'il fait découvrir au public français. Grâce à sa notoriété en Russie comme danseur il a la possibilité de travailler avec le Gosconcert (organisme d'État) et de faire venir en France des compagnies de ballets soviétiques qui remportent un vif succès : Ballet de Kiev, Ballet de Novossibirsk, Ballet de Bakou, Maligot de Léningrad et nombreux solistes comme Vladimir Vassiliev, Ekaterina Maximova, Alexandre Godounov, Maris Liepa et autres étoiles du Bolchoï, du Kirov et de différents théâtres de l'Union soviétique. Il travaille également avec des compagnies américaines : Harkness Ballet, Louis Falco Dance Company, Pilobolus, Momix, Mummenschanz. À la fin des années 1970, il représente le Ballet Cullberg de Mats Ek qu'il présente régulièrement au Théâtre de la Ville à Paris et dans les maisons de culture en province. Leur collaboration s'arrêtera à la fermeture du bureau. À la même époque, il commence à représenter le Nederlands Dans Theater de Jiří Kylián dont il a l'exclusivité pour la France et qu'il fait découvrir au public russe à Moscou et à Léningrad en 1985.
À partir de 1966, il est le directeur artistique du Festival international des arts de Monte-Carlo dont la princesse Grace est la présidente. Parallèlement il organise chaque année en été les spectacles de ballets aux Arènes de Cimiez à Nice où il fait découvrir des étoiles internationales.
Youly Algaroff ferme son bureau de la Salle Pleyel en décembre 1994 et meurt le 6 août 1995 dans le 18e arrondissement de Paris. Ses obsèques sont célébrées en la cathédrale orthodoxe Saint-Alexandre-Nevsky, rue Daru (8e arrondissement). Il est inhumé au cimetière des Batignolles (17e arrondissement).

## Récompenses
En 1985 il est nommé chevalier de l'ordre des Arts et des Lettres.

## Ballets et rôles
- 1945 : Ballets des Champs-Élysées : Jeu de cartes (création), Rendez-vous, Les Forains, Le Déjeuner sur l'herbe, La Fiancée du diable (création)
- 1946-1947 : Nouveau Ballet de Monte-Carlo : Giselle, Roméo et Juliette, Chota Roustavelli (création), Nautéos (création), Noir et Blanc (Suite en blanc de Lifar)
- 1948-1949 : Ballets des Champs-Élysées : Le Peintre et son modèle (création), Orpheus (création), La Sylphide
- 1952-1964 : Opéra de Paris : Giselle, Phèdre, Le Lac des cygnes, Suite en blanc, Roméo et Juliette, Printemps à Vienne (création de Lander, musique Schubert), L'Oiseau de feu (création de Lifar, musique Stravinsky), La Symphonie fantastique (création à l'Opéra de Massine, musique Berlioz), L'Adagio (création de Lifar, musique Albinoni)

## Spectacle
- 1964 : Festival de danse de Paris : Ballet de l'Opéra de Kiev
- 1965-1972 : Harkness Ballet of New York, représentant exclusif en Europe
- 1966 : Théâtre de l'Alhambra à Paris (dernière saison) : Mazowsze (ballet folklorique polonais)
- 1966-1970 : Festival international des arts de Monte-Carlo : Ballet de l'Opéra de Paris (1966), Ballet de Novossibirsk (1967), Harkness Ballet (1967), Royal Ballet de Londres avec Rudolf Noureev et Margot Fonteyn (1968)
- 1967 : Festival du Marais : Ballet de Novossibirsk (Russie)
- 1977-1994 : Louis Falco Dance Company présentée au Théâtre de la Ville à Paris et en province, Pilobolus de Moses Pendleton présenté au Théâtre de la Ville et en province, Ballet Cullberg de Mats Ek présenté au Théâtre de la Ville, à l'Opéra de Paris et en province, le Nederlands Dans Theater de Jiří Kylián présenté au Théâtre de la Ville, à l'Opéra de Paris et en URSS (1985)